# 2105-ös mellékút (Magyarország)
A 2105-ös számú mellékút egy négy számjegyű mellékút az észak-pesti agglomerációban; Pest vármegyei településeket köt össze, átszelve a Gödöllői-dombságot is.

## Nyomvonala
A 2104-es útból ágazik ki, annak 7+300-as kilométerszelvénye közelében, Vácrátót külterületének északi részén, kelet-délkeleti irányban. Keresztezi az Aszód–Vácrátót-vasútvonalat, amely átvált az út északi oldalára, a veresegyházi vonallal pedig, amely a déli oldalán marad, egy ideig párhuzamosan haladnak. Nagyjából másfél kilométer megtétele után egy rövid szakaszon a Vácrátót–Váchartyán településhatáron húzódik, majd átlép utóbbi település területére.
2 kilométer megtétele után a veresi vasútvonal délnek fordulva elválik az úttól, kevéssel utána kiágazik dél felé a 21 315-ös út, amely Váchartyán megállóhelyig vezet. Miután végighaladt a település központján, az út egy kicsit délebbnek fordul, az ugyanonnan egyenesen továbbhaladó szakasz pedig 21 114-es számmal számozódik tovább.
Kevéssel a hatodik kilométere után az út eléri Váchartyán és Őrbottyán határvonalát, egy darabig azzal párhuzamosan halad, majd a 6+700-as kilométerszelvény közelében elhalad az említett települések és Kisnémedi hármashatára mellett; majdnem ugyanoda torkollik be a 2103-as út is, nagyjából 9,3 kilométer megtétele után. A következő majdnem két kilométeren az út Őrbottyán északi külterületén halad, majd körülbelül a 8+500-as kilométer-szelvénynél keresztezi a Némedi-patakot és Váckisújfalu határát. 9,6 kilométer közelében keresztezi a vasutat, majd a tizedik kilométere közelében éri el Váckisújfalu központját.
12,5 kilométernél éri el Galgamácsa első házait, a 13. kilométere körül pedig annak központját. Itt kiágazik belőle egy országos közút-szakasz, amelynek számozása nem világos – ez biztosít összeköttetést a 2105-ös és a 2102-es utak között – és északkelet felé fordul. Keresztezi az Aszód–Vácrátót-vasútvonal, majd az Aszód–Balassagyarmat–Ipolytarnóc-vasútvonal vágányait, a Galga folyását, majd a 2108-as útba beletorkollva ér véget, annak a 47+800-as kilométerszelvénye közelében.
Teljes hossza, az országos közutak térképes nyilvántartását szolgáló kira.kozut.hu adatbázisa szerint 14,388 kilométer.

## Története
1934-ben a kereskedelem- és közlekedésügyi miniszter 70 846/1934. számú rendelete a teljes hosszában harmadrendű főútnak nyilvánította, a Váctól Galgamácsáig húzódó 203-as főút részeként.

## Hídjai
Jelentősebb hídjai közé tartozik az Aszód–Vác-vasútvonalat áthidaló közúti felüljáró, mely a vármegyei hidak nyilvántartása szerint a 12+440 kilométerszelvénynél található. A háromnyílású híd 1950-ben épült, támaszközei 13,20, 18,24 és 13,20 méter szélesek, míg a pályaszélessége 0,75+6,50+0,75 = 8,00 méter. Vonalvezetése egyenes, de meglehetősen ferde, 51 fokos szögben keresztezi a vasút nyomvonalát. A Közlekedési és Postaügyi Minisztérium budapesti közúti igazgatóságának megbízásából az Állami Mélyépítési Tervezőintézet tervezte, a kivitelező a Közúti Hídberuházási Vállalat volt.
Szerkezetileg a felüljáró többtámaszú, monolit vasbeton lemezkeret, a hídfők és a közbenső támaszok is síkalapozásúak. A hídszerkezet 60 centiméter vastag monolit vasbetonlemez, a közbenső támaszoknál kiékelve; a 20 centiméter vastag gyalogjárda-lemez utólagos betonozással készült. A két hídfő előtt csúszólemezes dilatációs szerkezetet építettek be, a burkolatot 5 centiméteres vastagságú kopóbetonból alakították ki.